# Recherche en oncologie
La recherche en cancérologie, ou recherche en oncologie, est l'effort scientifique intense fait depuis quelques décennies pour identifier ou comprendre les causes et co-facteurs de développement du cancer (cancérogenèse). Elle comprend des actions de recherche fondamentale et des actions de recherche appliquée.
En France, les acteurs de la recherche clinique académique en cancérologie sont notamment organisés en de multiples sociétés savantes et intergroupes coopérateurs.

## Les champs de la recherche sur le cancer
Elle porte sur 
- les prédispositions (génétiques, individuelles ou « familiales », avec par exemple le Cancer Genome Project) ;
- les causes (naturelles ou environnementales et anthropiques) des différents types de cancers ;
- les différents mécanismes d'apparition (oncogenèse), de développement et de diffusion métastasique
- les mécanismes de régression spontanée ou certains processus de stabilisation de tumeurs et cancers.
- le modèle animal
- le cancer chez l'être humain
- les thérapies que l'on souhaite plus sûres, bien supportées et plus souvent efficaces,
- la recherche d'explications au fait que certains animaux ne semblent pas ou très peu victimes de cancers (Requin par exemple)
- l'évaluation hiérarchisée des substances cancérigènes
- la connaissance des facteurs agissant directement ou indirectement sur le cancer ou le risque de cancer, y compris in utero.
- les moyens de traitements du cancer
- les moyens ou recommandations pour limiter le risque de cancer (hygiène de vie, alimentation, alicaments...)
- la lutte préventive contre le tabagisme ou l'alcoolisme (la fumée du tabac et l'alcool sont deux cancérogènes certains)
- le séquençage de l’ADN pour connaître les anomalies
- les moyens de faciliter la vie du patient cancéreux en cours de soins ou son accompagnement en fin de vie.

## Enjeux
La Recherche médicale et en sciences humaines fait face à une maladie difficile, économiquement et socialement très coûteuse et douloureuse pour la société, maladie qui semble en forte augmentation dans les pays dits riches et développés
Le nombre de cancer et certains types de cancer sont en forte augmentation sur la planète, le vieillissement de la population n'expliquant qu'une partie du problème, cette évolution statistique se fait d'une manière différentiée selon les âges, métiers, populations, régions et pays, ce qui laisse penser que des facteurs environnementaux sont souvent en cause. 